# Schwedter Steg
Der Schwedter Steg im Berliner Ortsteil Prenzlauer Berg ist ein gut 200 Meter langer Brückenzug für Fuß- und Radverkehr über die nördliche Berliner Ringbahn. 1999 errichtet, verbindet er die Schwedter Straße mit der Behmstraßenbrücke.

## Bauwerksbeschreibung

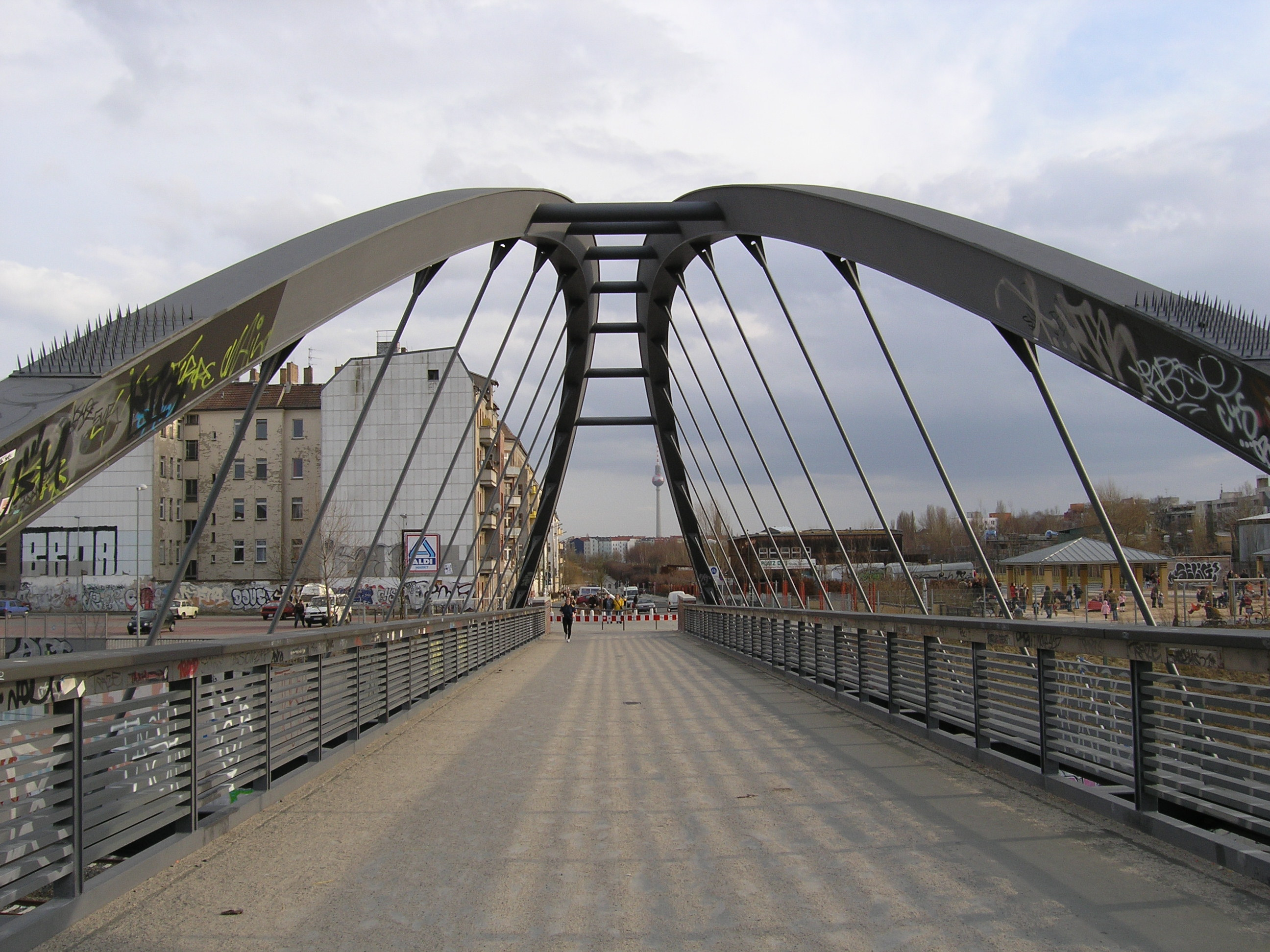
Ansicht der oberen Hauptbögen

Der Brückenzug ist unterteilt in elf Felder mit insgesamt zwei Bogentragwerken. Das südliche Brückenlager an der Schwedter Straße gründet auf neun Bohrpfählen, von dort aus spannt sich ein Doppelbogen mit Zugband (Langerscher Balken) 51 m über die Gleise der Ringbahn bis zu einem massiven Pfeiler. Gefolgt von einer leichten, filigranen sechsfeldrigen Konstruktion mit je gut 13 m Stützweite überbrückt anschließend ein 35 m weites Bogentragwerk mit Aufständerung die S-Bahn-Linie Schönhauser Allee – Bornholmer Straße. Es folgt ein dreifeldriger Brückenzug mit je 14 Metern Stützweite bis zum Anschluss an den Dammbereich der Behmstraßenbrücke. Die Längsneigung nordwärts beträgt konstant 3,1 Prozent.
Neun Felder des Brückenzuges stehen auf Stützen, die als leichte Stahlpendelrahmen mit Elastomerlagern an Kopf- und Fußpunkten ausgeführt sind. Zwischen den einzelnen Bauwerkselementen sind wasserdichte Fahrbahnübergänge eingebaut. Die Fahrbahn mit einer Nutzbreite von 5,50 m ist eine orthotrope Platte, die seitlichen Handläufe sind bei Dunkelheit beleuchtet. Das gesamte Bauwerk ist elektrisch gegen die Fahrdrähte der Eisenbahn gesichert und zusätzlich geerdet.
Entworfen haben die Brücke die Architekten Ingrid Hentschel und Axel Oestreich zusammen mit den Brückenbauingenieuren der Berliner Firma Wisserodt Ingenieure. Die Arge Fußgängerbrücke Schwedter Straße und die Karl Schäfer & Co. GmbH haben die Arbeiten in den Jahren 1995–1999 ausgeführt. Die Vorbereitungsarbeiten erledigte die Firma Schachtbau Nordhausen GmbH.

## Geschichte
Der Schwedter Steg befindet sich am Ort der ehemaligen nördlichen Schwedter Straße, deren Verlauf bis zur heutigen Behmstraße seit dem frühen 19. Jahrhundert kartiert ist. Das Höhenprofil der damals Verlorener Weg genannten Straße war weitgehend flach.
Die Ringbahn wurde 1872 eröffnet und 1891 ausgebaut. Die Schwedter Straße erhielt eine etwa 30 m lange, dreifeldrige Stahlträgerbrücke über den Bahngraben, genannt Schwedter Straßenbrücke. Nördlich davon verlief die Schwedter Straße ab 1894 auf einem erhöhten Straßendamm mit Anschluss an die neugebaute Behmstraßenbrücke. Im Zweiten Weltkrieg blieb die Schwedter Straßenbrücke unbeschädigt.

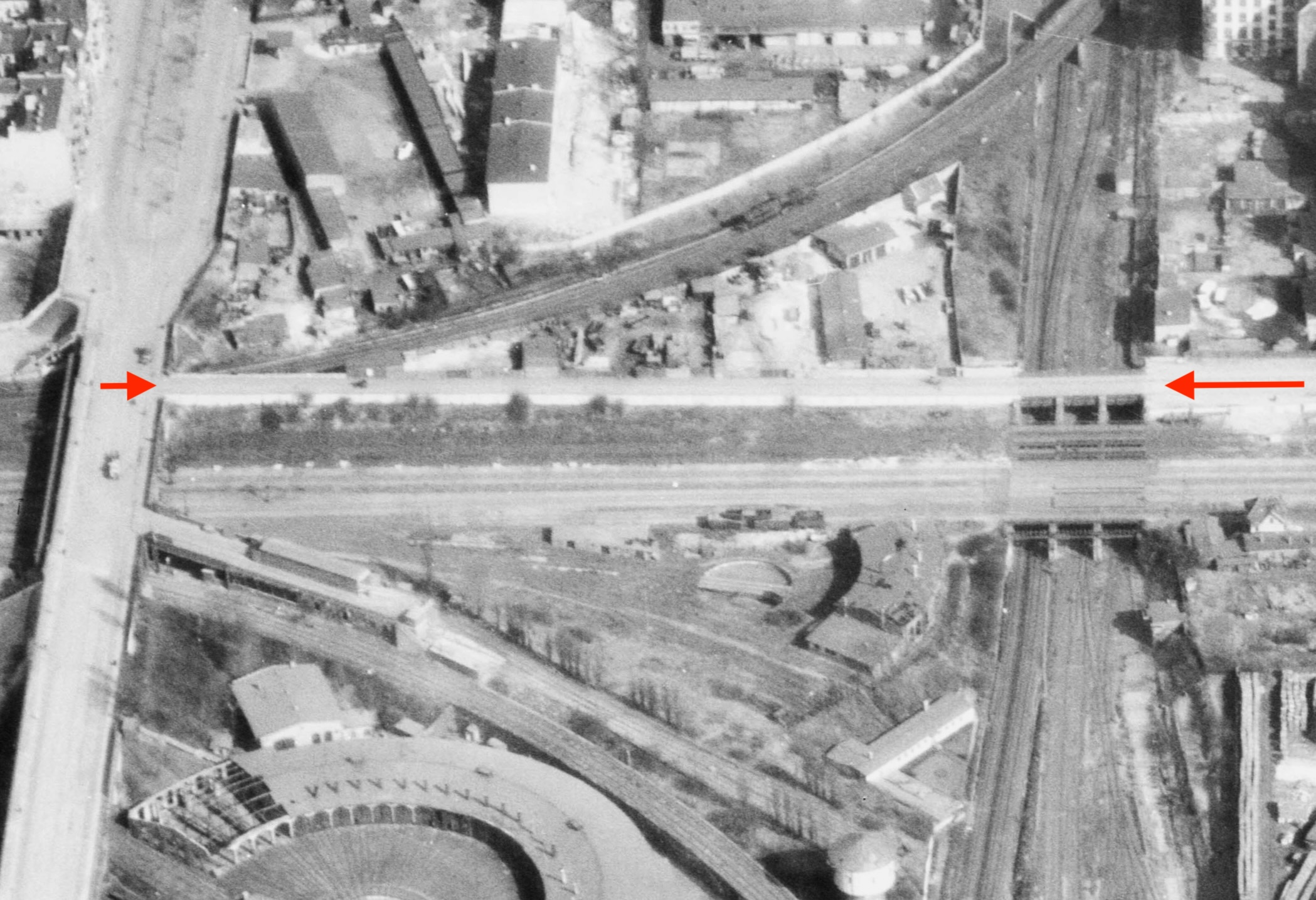
Nördliche Schwedter Straße, 1954

Ab 1961 verlief die Berliner Mauer an der Schwedter Straße, die Grenzmauer stand direkt an ihrer Westseite. Für den Bau des Mauerstreifens wurde das Straßenpflaster entfernt und die Schwedter Straßenbrücke eingeschüttet und mit Stahlbetonplatten verschlossen. An der Grenzmauer in Höhe der Ringbahn wurden 1964 die 37-jährige Hildegard Trabant und 1969 der 21-jährige Klaus-Jürgen Kluge bei Fluchtversuchen von DDR-Grenzsoldaten erschossen.
Ab Mitte der 1970er Jahre waren die Schwedter Straße nördlich der Bernauer Straße und weitere im Westteil verlaufende Verkehrswege auf DDR-Stadtplänen nicht mehr eingetragen. Die S‑Bahn fuhr auf Ost-Berliner Seite mit hoher Geschwindigkeit auf der „Ulbrichtkurve“ zwischen den Bahnhöfen Schönhauser Allee und Pankow östlich am alten Straßendamm der Schwedter Straße durch das Grenzvorland vorbei.
Nach dem Mauerfall wurde für den Ausbau der Gleisanlagen 1993–1994 der gesamte nördliche Straßendamm abgetragen, das umgebende Geländeniveau mehrere Meter abgesenkt und zur Überquerung der neuen Gleise 1999 der Schwedeter Steg errichtet. Das tiefer liegende Gelände wurde 2010 als Landschaftsschutzgebiet ausgewiesen, es ist Teil des Grünen Bandes Berlin. 2012 wurde auf dem Schwedter Steg die erste automatische Radzählstelle Berlins eingerichtet.
Die Berliner Senatsverwaltung führte 2025 eine Sanierung der Fahrbahn mit Erneuerung des Dünnschichtbelags durch. Der Schwedter Steg wurde im April 2025 für die Maßnahme gesperrt und am 1. August 2025 wiedereröffnet.